# 中岛一生
中岛一生（英語：Issey Farran Morgan Nakajima，1984年5月16日—），出生在加拿大的职业足球运动员，司职边锋，是加拿大国家男子足球队球员，现效力于加拿大超级足球联赛球队太平洋FC。
他的父亲是加拿大人，母亲是日本人，有一弟中島勇生曾經效力香港甲組足球聯賽的南華體育會。
中岛曾效力于新加坡职业足球联赛的新潟天鹅乙队。